# English (Indiana)
English és una ciutat dels Estats Units a l'estat d'Indiana. Segons el cens del 2000 tenia 673 habitants.

## Demografia
Segons el cens del 2000, English tenia 673 habitants, 294 habitatges, i 171 famílies. La densitat de població era de 85,2 habitants/km².
Dels 294 habitatges en un 28,2% hi vivien nens de menys de 18 anys, en un 42,9% hi vivien parelles casades, en un 13,6% dones solteres, i en un 41,8% no eren unitats familiars. En el 38,8% dels habitatges hi vivien persones soles el 20,4% de les quals corresponia a persones de 65 anys o més que vivien soles. El nombre mitjà de persones vivint en cada habitatge era de 2,24 i el nombre mitjà de persones que vivien en cada família era de 2,99.
Per edats la població es repartia de la següent manera: un 24,4% tenia menys de 18 anys, un 9,5% entre 18 i 24, un 26,6% entre 25 i 44, un 22,4% de 45 a 60 i un 17,1% 65 anys o més.
L'edat mediana era de 38 anys. Per cada 100 dones de 18 o més anys hi havia 81,1 homes.
La renda mediana per habitatge era de 20.870$ i la renda mediana per família de 27.708$. Els homes tenien una renda mediana de 25.000$ mentre que les dones 18.971$. La renda per capita de la població era de 11.065$. Entorn del 24% de les famílies i el 33,9% de la població estaven per davall del llindar de pobresa.

## Poblacions més properes
El següent diagrama mostra les poblacions més properes.